# Dicolpus latreillei
Dicolpus latreillei är en insektsart som beskrevs av Luisa Eugenia Navas 1911. Dicolpus latreillei ingår i släktet Dicolpus och familjen fjärilsländor. Inga underarter finns listade i Catalogue of Life.